# Stopfen (Musik)
Das Stopfen bezeichnet bei Blechblasinstrumenten (insbesondere beim Horn) eine Technik, bei der durch Einführen der Hand (oder eines Gegenstandes) in den Schalltrichter die Tonhöhe verändert oder/und dem Ton eine dumpfere oder metallischere Klangfarbe gegeben wird. Diese Technik war einst gebräuchlich, um die Naturtonreihe zu erweitern, auf die alle Blasinstrumente ohne Löcher, Klappen, Ventile oder Zug beschränkt sind.

## Technik
Es werden zwei Stopfarten unterschieden:

### Halbstopfen / Dämpfen
Die Hand schließt die Öffnung etwa zu 1/3 bis 2/3, was eine Vertiefung von bis zu einer großen Terz (abhängig von Grundstimmung und Zahl des Naturtons über dem Grundton) zur Folge hat. In der Mittellage wird der Ton um einen Halbton erniedrigt. Die Klangfarbe wird dabei abgedunkelt. Es wird sprachlich mit gedämpft, bouché, muted gekennzeichnet (bouché wird von vielen französischen Komponisten bis ca. 1940 für gedämpft verwendet, bouché cuivré für gestopft). Dämpfen soll oft eine Echowirkung erzeugen. Statt der Hand kann auch ein Dämpfer (nicht zu verwechseln mit dem Stopfdämpfer) verwendet werden, welcher aber aus zeitlichen Gründen manchmal nicht schnell genug eingeführt werden kann. Bei Verwendung von Dämpfern muss nicht transponiert werden. Leichtes Dämpfen mit der Hand wird noch heute auf dem Ventilhorn zur Kontrolle der Intonation angewendet.

### Vollstopfen / Stopfen
Hier „verschließt“ die Hand gleichsam das Rohrende und lässt die Luft nur durch kleinste Spalten zwischen Hand und Stürze strömen. So wird die schwingende Luftsäule verkürzt und die Grundstimmung (im Gegensatz zum Halbstopfen) um etwas mehr als einen Halbton erhöht. Die Wirkung ist abhängig von der Handgröße: Je kleiner sie ist, desto mehr muss sie die Röhre verkürzen, um sie ganz zu verstopfen. Auch das Obertonspektrum wird auffallend verändert (Verstärkung der oberen Töne bei gleichzeitiger Abdämpfung des Grundtones und seiner nächsten Nachbartöne), wodurch der Ton „enger“, also nicht mehr so voll und rund klingt. Diese Technik wird hauptsächlich in der Musikliteratur seit dem späteren 19. Jahrhundert aus klanglichen Gründen verwendet. Statt der Hand kann ein Stopfdämpfer verwendet werden.
Die gestopften Töne werden durch sprachliche Anweisungen (gestopft, cuivré, bouché, stopped etc.) oder ein Kreuz (+) über der Note bezeichnet, wobei der Begriff cuivré (frz.: „kupfern“ oder „blechern“) ein zumindest leichtes Schmettern fordert. Claude Debussy verwendet etwa in der Partitur von Pelléas et Mélisande das Zeichen + oder die Anweisung cuivrez bei aufgesetzten Dämpfern und auch im Pianissimo, um einen metallischen Klang zu kennzeichnen.

## Geschichte
Beim Naturhorn, das im Orchester bis etwa 1900 in Gebrauch war, können nur die Töne der Naturtonreihe offen angeblasen werden. Daher veränderten die Hornisten etwa seit Mitte des 18. Jahrhunderts die Tonhöhe, indem sie den Schalltrichter durch Einführen der Hand ganz oder teilweise verstopften. Durch diese Technik ist zumindest im oberen Teil des Umfangs ein chromatisches Spiel möglich. Die sehr unterschiedliche Klangqualität der offenen und gestopften Töne wurde von versierten Komponisten berücksichtigt. Die große Virtuosität, zu der die Instrumentalisten am Anfang des 19. Jahrhunderts mit dieser Technik gelangt waren, hatte zur Folge, dass manche Komponisten für die Hörner nicht nur mehr Haltetöne und Naturtonzerlegungen, sondern auch viele melodische Passagen schrieben.
Seit der Erfindung der Ventile wurden die Naturhörner im Orchester durch Ventilhörner ergänzt, aber lange Zeit noch nicht ersetzt. Der Komponist Hector Berlioz warnte noch 1844 vor einem Ersatz der Naturhörner durch Ventilhörner, weil der von den Komponisten beabsichtigte Klang der gestopften und vor allem für das Naturhorn charakteristischen gedämpften Töne verloren gehe. Er empfahl, den Klang dieser Töne auf dem Ventilhorn zu simulieren. Erst im 20. Jahrhundert kam das Stopfen zur Veränderung der Tonhöhe außer Gebrauch und wurde nur noch zur Veränderung der Klangqualität, analog zu den Dämpfern bei Trompeten und Posaunen, eingesetzt. – Das Vollstopfen wurde im 18. Jahrhundert für Echo- und ähnliche räumliche Effekte verwendet, im 19. Jahrhundert bekam es einen dämonischen oder grotesken Anstrich, in der „ernsten Musik“ des 20. Jahrhunderts wurde es zunehmend als neutrale Möglichkeit der Klanggebung betrachtet.
Das Conservatoire de Paris hatte noch bis 1903 eine Klasse für Naturhorn. In neuerer Zeit werden wieder Naturhornisten ausgebildet und im Orchester auch für das klassisch-romantische Repertoire eingesetzt.

## Klangspektrum

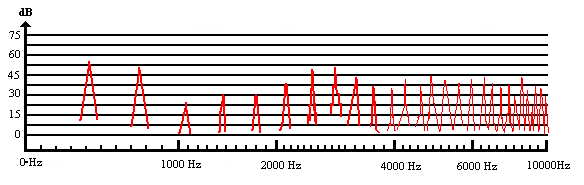
Schematische Darstellung der Frequenzen eines gestopft gespielten Tones

Das Handeinführen beim Vollstopfen darf nicht verwechselt werden mit der normalen Hornhaltung, denn beim Stopfen verkürzt sich die effektive Länge des Horns – dadurch wird der Ton höher. Diese Tonhöhenänderung kann durch ein Stopfventil ausgeglichen werden – oder indem man einen halben Ton tiefer spielt. 
Das Stopfen hat einen dumpfen, beim vollständigen Stopfen einen gepressten blechernen Klang zur Folge. Das Klangspektrum ändert sich deutlich. An manchen Stellen erkennt man deutliche Abschwächungen der Teiltöne, an anderer Stelle werden sie verstärkt. Insgesamt wird die Lautstärke geringer. Auffällig ist eine Lautstärkenlücke vom dritten bis zum fünften Teilton, die den gepressten und kraftlosen Klang hervorruft. Dagegen wird das Metallische im Timbre durch das Maximum bei 3.000 Hz und die starken Teiltöne bis über 10.000 Hz hervorgehoben.